# Anisocycla linearis
Anisocycla linearis là một loài thực vật có hoa trong họ Biển bức cát. Loài này được Pierre ex Diels mô tả khoa học đầu tiên năm 1910.